# Григорів Михайло Семенович
Миха́йло Семе́нович Григо́рів (5 червня 1947, Лісний Хлібичин — 3 січня 2016, Київ) — український поет.

## Біографія
Народився 5 червня 1947 р. в с. Лісний Хлібичин Коломийського району Івано-Франківської області.
Навчався у Київському державному університеті ім. Т. Г. Шевченка.
Закінчив Латвійський університет. Працював в апараті НСПУ. Головний редактор газети «Вісник Чорнобиля».
Помер 3 січня 2016 року в Київській міській клінічній лікарні № 1. Похований у рідному селі.

## Творчість
Автор поетичних збірок «Вези мене, конику», «Зелена квітка тиші», «Спорудження храму», «Сади Марії».
Перекладав з латвійської мови твори І. Зієдоніса, П. Зірнітіса, Е. Веверіса, О. Вацієтіса та ін.
Лауреат премії імені П. Тичини (1994).